# Abertura
Abertura là một đô thị trong tỉnh Cáceres, Tây Ban Nha. Đô thị này có diện tích là 62,71 ki-lô-mét vuông, dân số năm 2009 là 454 người với mật độ 7,24 người/km². Đô thị này có cự ly 74 km so với tỉnh lỵ Cáceres.

## Biến động nhân khẩu
| 2001 | 2002 | 2003 | 2004 | 2005 | 2006 |
| ---- | ---- | ---- | ---- | ---- | ---- |
| 512  | 509  | 501  | 506  | 505  | 486  |